# Gustaf Lennart Reuterskiöld
Gustaf Lennart Reuterskiöld, född 19 juni 1843 i Skäfthammars socken, Uppsala län, död 7 juli 1899, var en svensk diplomat.

## Biografi
Reuterskiöld var son till kabinettskammarherren Carl Reuterskiöld och friherrinnan Sophia Maria Elisabeth Aminoff. Han tog studentexamen i Uppsala 1861 och kansliexamen 1863. Han blev därefter attaché i Paris 1864 andre sekreterare i Utrikesdepartementet (UD) 1866, legationssekreterare i S:t Petersburg 1871 och Paris 1877. Reuterskiöld blev kammarherre 1879 och hos Drottningen 1880. Han blev envoyé i Washington, D.C. 1884 och tillförordnad generalkonsul där samma år och därtill tjänstfri vid hovet samma år. Reuterskiöld blev envoyé extraordinaire och ministre plénipotentiaire i Konstantinopel 1888 och i S:t Petersburg från 1890 fram till sin död 1899.
Han gifte sig 1877 med Maria Sofia Louise Nordenfalk (född 1858). Han var far till t.f. byråchef Carl Lennartsson Reuterskiöld (född 1890).

## Utmärkelser
- 1. klass av Turkiska Chefskat-orden (TurkCO1kl)[1]